# Аскоченський Віктор Іпатійович
Аскоче́нський Ві́ктор Іпа́тійович (рос. Виктор Ипатьевич Аскоченский; 1 (13) жовтня 1813, Воронеж — 18 (30) травня 1879, Санкт-Петербург) — російський прозаїк, журналіст, історик.

## Біографічні відомості
Справжнє прізвище — Оскошний, потім Отскоченський, «ошляхетнене», коли Віктор Іпатійович був семінаристом. Син священника. Закінчив Воронезьку семінарію, 1839 року — Київську духовну академію. Здобувши 1840 року ступінь магістра богослов'я і словесних наук, викладав у Київській духовній академії польську та німецьку мови, а від 1841 року читав курс патрології.
Від 1844 року жив у домі генерал-губернатора Південно-Західного краю Дмитра Бібикова як вихователь його родича. 1844 року Аскоченського звільнено з духовного звання. Був знайомий із Тарасом Шевченком.
Зазнав особистого лиха, зокрема ранньої смерті першої (1844), а згодом другої (1847) дружин.
1847 року отримав місце радника Волинського губернського правління (в Житомирі).
У лютому 1849 року переведено в Кам'янець-Подільський на посаду голови совісного суду, але через півроку через гострі конфлікти з чиновницьким середовищем змушений вийти у відставку в чині титулярного радника і зайнятися тільки літературною діяльністю — спочатку в Києві, а від 1857 року — в Петербурзі.
Видавав тижневик «Домашняя беседа» (1856–1877, Київ — Петербург).
Праці: «Київ з найдавнішим його училищем — Академією» (1856), «Історія Київської духовної академії по перетворенні її в 1819 році» (1863) та ін.